# Beauly
Beauly, schottisch-gälisch: A’ Mhanachainn, ist ein Ort mit etwa 1350 Einwohnern in Schottland. Er liegt in der Council Area Highland, etwa 15 Kilometer westlich von Inverness an der Mündung des River Beauly in den Beauly Firth.

## Geschichte
Der Ort entwickelte sich um die im Jahr 1230 gegründete Beauly Priory. Gründer war wahrscheinlich Sir John Bisset, ein Gefolgsmann von König Alexander II. Das Kloster war eines von dreien, die der aus dem französischen Kloster Val-des-Choues hervorgegangene Orden der Valliscaulianer in Schottland besiedelte. Die Valliscaulianer gingen im 18. Jahrhundert im Zisterzienserorden auf. Sie benannten das Kloster Prioratus de Bello Loco (französisch Prieuré de Beaulieu) also Kloster am schönen Ort, woraus sich der heutige Ortsname entwickelte. Das Land südlich um Beauly gehörte dem Clan Fraser, dessen Oberhaupt, Lord Lovat, bis vor wenigen Jahren in Beaufort Castle, etwa fünf Kilometer südlich von Beauly, residierte. Ebenfalls einflussreich war der Clan Mackenzie of Kintail, dem das Land nördlich von Beauly gehörte. Beide Clans stellten mehrfach den Prior von Beauly.
Das Kloster ging im Jahr 1510 von den Valliscaulianern an die Zisterzienser über. Unter Prior Robert Reid, der zugleich Bischof von Orkney war, erlebte die Abtei während der Herrschaft von Maria Stuart eine letzte Blüte. Die durch John Knox in Schottland vorangetriebene Reformation sorgte ab 1560 für den Niedergang der Abtei: Im Jahr 1585 verließen die letzten Mönche das Kloster. Die Truppen Oliver Cromwells nutzten die Gebäude 1652 als Steinbruch zur Errichtung von Befestigungen in Inverness. Die verbliebene Ruine der Klosterkirche wird von Historic Scotland betreut.
Beauly lag an der letzten Fähre über den River Beauly vor dessen Mündung in den Beauly Firth und war daher ein wichtiger Verkehrsknoten. Thomas Telford erbaute 1814 eine erste Brücke über den Fluss. Bis zur Fertigstellung der Kessock Bridge über den Beauly Firth im Zuge der Errichtung der A9 verlief der gesamte Durchgangsverkehr in die nördlichen Highlands durch den Ort. Seit dem Bau der Far North Line im Jahr 1862 besaß Beauly Eisenbahnanschluss. Der Bahnhof wurde 1960 für den Personenverkehr geschlossen; seit 2002 halten die Züge der Far North und der Kyle of Lochalsh Line wieder in Beauly.

## Infrastruktur
Beauly ist durch seine verkehrsgünstige Lage ein beliebter Ausgangspunkt für Ausflüge in die Highlands, vor allem in das westlich liegende Glen Affric. Der Ort besitzt mehrere Hotels und Restaurants, diverse Geschäfte, eine Grundschule sowie Kirchen der Church of Scotland, der Free Church of Scotland und der Katholischen Kirche. 
Neben dem Bahnhof mit Zugverbindungen nach Inverness, Dingwall, Kyle of Lochalsh sowie Thurso und Wick besitzt Beauly Busverbindungen nach Cannich, Muir of Ord und Inverness. Im Straßenverkehr ist Beauly über die A862 (die ehemalige A9) von Inverness über Beauly und Muir of Ord nach Dingwall, die A831 von Cannich sowie die A833 von Drumnadrochit zu erreichen.

## Persönlichkeiten
- Simon Fraser, 15. Lord Lovat (1911–1995)
- Duncan Michael (* 1937), schottischer Bauingenieur